# Yevalchén
Yevalchén är en ort i Mexiko.   Den ligger i kommunen Tumbalá och delstaten Chiapas, i den sydöstra delen av landet, 800 km öster om huvudstaden Mexico City. Yevalchén ligger 1 187 meter över havet och antalet invånare är 447.
Terrängen runt Yevalchén är kuperad åt nordväst, men åt sydost är den bergig. Runt Yevalchén är det ganska tätbefolkat, med 149 invånare per kvadratkilometer. Närmaste större samhälle är Yajalón, 10,1 km söder om Yevalchén. I omgivningarna runt Yevalchén växer i huvudsak städsegrön lövskog.